# Andalusien
Andalusien (spansk: Andalucía) er en autonom region beliggende i det sydlige Spanien, på Atlanterhavs- og Middelhavskysten. Det er den største region i Spanien i befolkning, og den sydligste på det europæiske kontinent. Det består af provinserne Huelva, Sevilla, Cádiz, Córdoba —alle i det Vestlige Andalusien—, Málaga, Jaén, Granada og Almería —i det Østlige Andalusien eller Granadaregionen—. Dens udøvende og lovgivende hovedstad er Sevilla og dens retslige hovedstad er byen Granada.
Det grænser mod vest til Portugals grænse, mod nordvest til Extremadura, mod nord til Castilien-La Mancha og mod øst til Murcia. De vigtigste floder er Guadalquivir, Genil, Guadiana og Segura.
Det eneste officielle sprog er spansk, selvom der også er et betydeligt samfund af engelsktalende på Costa del Sol på grund af den høje britiske befolkning.
Siden 1981 har det haft en autonom regering kaldet Junta de Andalucía og et regionalt parlament.

## Historie
Vandalerne bosatte sig i det nuværende Andalusien omkring år 409 e. Kr. Det er derfor blevet foreslået, at navnet på regionen stammer fra dem, men der findes ingen konsensus på området, og mange alternative forslag er blevet fremlagt (se Andalusiens etymologi).
Andalusien kom som resten af den Iberiske Halvø senere på arabiske hænder. Den arabiske betegnelse for området Andalusien blev ligeledes al Andalus. Den sydligste del af den Iberiske Halvø var under arabisk/muslimsk styre 711-1492 – den nordlige del i en noget kortere periode.
Byen Gibraltar har været besat civilt og militært af Storbritannien siden 1713, selvom dens indbyggere taler spansk, engelsk og en blanding af begge sprog: llanitosk. 

## Eksterne kilde/henvisninger
- Wikimedia Commons har flere filer relateret til Andalusien
- Officiel hjemmeside

37°24′18″N 5°59′15″V / 37.405°N 5.9875°V